# Запревал
Запревал (словен. Zapreval) — поселення в общині Гореня вас-Поляне, Горенський регіон, Словенія. Висота над рівнем моря: 860,4 м.